# Эрматов, Эгемберди Эрматович
Эгемберди Эрматович Эрматов, (Жетимиш Алиев); (кирг. Эгемберди Эрматов; 10 июля 1951, с. Пум, Кадамжайский район, Баткенская область, Киргизская ССР — 24 января 2017, Бишкек, Кыргызстан) — киргизский поэт, переводчик, общественный деятель. Народный поэт Республики Кыргызстан (2011).

## Биография
Трудовую деятельность начинал в 1970 году в редакции районной газеты. В 1974 г. окончил Литературный институт имени А. М. Горького в Москве.
В 1979 г. был приглашен на работу в редакцию республиканской газеты «Кыргызстан маданияты»: корреспондент (1979—1980), заведующий отделом (1980—1990). С 1991 по 1992 г. — главный редактор журнала «Мурас», в 1992—1994 гг. — главный редактор журнала «Тулпар». В 1994—2001 гг. — заместитель главного редактора газеты «Кыргыз Руху», в 2001—2009 гг. — преподаватель, доцент Кызыл-Кийского гуманитарного педагогического института при Баткенском государственном университете.
Активный участник Апрельской народной революции (2010). В октябре 2010 г. был избран депутатом Жогорку Кенеша по списку Социал-демократической партии Кыргызстана. Входил в состав комитетов по образованию, науке, культуре, информационной и религиозной политике и по образованию, науке, культуре и спорту.
В апреле 2013 г. был назначен председателем Национальной комиссии по Государственному языку. Под его руководством комиссия внесла значительный вклад в разработку и реализацию Национальной программы развития государственного языка, в частности, за эти годы значительно возросли объемы финансирования мер по развитию государственного языка.
Автор более двадцати поэтических сборников, стихов к популярным песням, а также драматических произведений. Его перу принадлежат драматические произведения, по которым поставлены пьесы на сценах республиканских драматических театров. Среди произведений: «О богатстве, власти, женщинах», «Человек, ставший легендой». Перевел на киргизский язык поэму поэта Низами Гянджеви «Семь красавиц», произведения Ахмеда Ясави, написал хрестоматию «Восточная народная литература». Автор романа в стихах «Пророк Мухаммед», который переведен на турецкий, казахский и узбекский языки.

## Литературные сочинения
Сборники стихов:
- «Белое сердце»: песни и стихи (1979)
- «Город и горы»: песни (1982)
- «Следы жизни»: книга стихов (1984)
- «Песнь верблюда»: песни, стихи (1988)
- "Расшитый камень: Песни (1992)
- «Любовь» (1995)
- «Альтер эго» (2006)
- «Голос Исфайрама» (2007)
- роман в стихах «Пророк Мухаммед» (2001)

Сборник стихов в 7 томах под названием «Кнут времени» (2010).
Драматические произведения: «Ак-Саткин и Кулмурза», «Жаныл Мырза», «Отурарская трагедия», «Кедейкан».
Проза: «О богатстве, власти, женщинах» (эссе), «Человек, ставший легендой» (к 100-летию Торобая Кулатова).

## Награды и звания
Заслуженный деятель культуры Кыргызской Республики (2002), Народный поэт Кыргызстана (2011).